# Ферзевые окончания
Ферзевые окончания в шахматах — окончания, в которых на доске присутствуют только короли, ферзи и пешки.

## Характер окончания
Шахматная теория рассматривает два основных типа ферзевых окончаний:
1. ферзь имеется только у одной из сторон — ферзь против пешек, частный случай — ферзь против пешки;
2. ферзь имеется у обеих сторон — главная разновидность ферзевых окончаний.

Ферзь — самая сильная фигура в шахматах, поэтому ферзевый эндшпиль имеет острый характер. В отличие от всех остальных фигур, ферзь способен в одиночку поддержать движение своей проходной пешки в ферзи. Поэтому лишняя пешка в ферзевом окончании представляет собой серьёзное преимущество, теоретически во многих позициях достаточное для выигрыша. На практике, однако, игра в ферзевом эндшпиле трудна для обеих сторон. Реализация преимущества обычно требует длительной игры. У сильнейшей стороны меньше технических трудностей, если её король имеет надёжное убежище. Но зачастую король вынужден под градом шахов искать себе убежище уже в ходе реализации материального преимущества. Надежды слабейшей стороны обычно связаны с вечным шахом, а иногда и с патом. Типичным приёмом сильнейшей стороны является так называемый перекрёстный шах — объявление шаха в ответ на шах соперника. Этот приём обычно вынуждает размен ферзей. Король сильнейшей стороны, при отсутствии собственного пешечного прикрытия, может также укрыться в лагере соперника — за его пешками или используя позицию вражеского короля как фактор, делающий возможным перекрёстный шах.

## Примеры
|   | a                                                                     | b                                                                     | c                                                                     | d                                                                     | e                                                                     | f                                                                     | g                                                                     | h                                                                     |   |
| - | --------------------------------------------------------------------- | --------------------------------------------------------------------- | --------------------------------------------------------------------- | --------------------------------------------------------------------- | --------------------------------------------------------------------- | --------------------------------------------------------------------- | --------------------------------------------------------------------- | --------------------------------------------------------------------- | - |
| 8 | a8 белый король · d8 белый ферзь · d2 чёрная пешка · e2 чёрный король | a8 белый король · d8 белый ферзь · d2 чёрная пешка · e2 чёрный король | a8 белый король · d8 белый ферзь · d2 чёрная пешка · e2 чёрный король | a8 белый король · d8 белый ферзь · d2 чёрная пешка · e2 чёрный король | a8 белый король · d8 белый ферзь · d2 чёрная пешка · e2 чёрный король | a8 белый король · d8 белый ферзь · d2 чёрная пешка · e2 чёрный король | a8 белый король · d8 белый ферзь · d2 чёрная пешка · e2 чёрный король | a8 белый король · d8 белый ферзь · d2 чёрная пешка · e2 чёрный король | 8 |
| 7 | a8 белый король · d8 белый ферзь · d2 чёрная пешка · e2 чёрный король | a8 белый король · d8 белый ферзь · d2 чёрная пешка · e2 чёрный король | a8 белый король · d8 белый ферзь · d2 чёрная пешка · e2 чёрный король | a8 белый король · d8 белый ферзь · d2 чёрная пешка · e2 чёрный король | a8 белый король · d8 белый ферзь · d2 чёрная пешка · e2 чёрный король | a8 белый король · d8 белый ферзь · d2 чёрная пешка · e2 чёрный король | a8 белый король · d8 белый ферзь · d2 чёрная пешка · e2 чёрный король | a8 белый король · d8 белый ферзь · d2 чёрная пешка · e2 чёрный король | 7 |
| 6 | a8 белый король · d8 белый ферзь · d2 чёрная пешка · e2 чёрный король | a8 белый король · d8 белый ферзь · d2 чёрная пешка · e2 чёрный король | a8 белый король · d8 белый ферзь · d2 чёрная пешка · e2 чёрный король | a8 белый король · d8 белый ферзь · d2 чёрная пешка · e2 чёрный король | a8 белый король · d8 белый ферзь · d2 чёрная пешка · e2 чёрный король | a8 белый король · d8 белый ферзь · d2 чёрная пешка · e2 чёрный король | a8 белый король · d8 белый ферзь · d2 чёрная пешка · e2 чёрный король | a8 белый король · d8 белый ферзь · d2 чёрная пешка · e2 чёрный король | 6 |
| 5 | a8 белый король · d8 белый ферзь · d2 чёрная пешка · e2 чёрный король | a8 белый король · d8 белый ферзь · d2 чёрная пешка · e2 чёрный король | a8 белый король · d8 белый ферзь · d2 чёрная пешка · e2 чёрный король | a8 белый король · d8 белый ферзь · d2 чёрная пешка · e2 чёрный король | a8 белый король · d8 белый ферзь · d2 чёрная пешка · e2 чёрный король | a8 белый король · d8 белый ферзь · d2 чёрная пешка · e2 чёрный король | a8 белый король · d8 белый ферзь · d2 чёрная пешка · e2 чёрный король | a8 белый король · d8 белый ферзь · d2 чёрная пешка · e2 чёрный король | 5 |
| 4 | a8 белый король · d8 белый ферзь · d2 чёрная пешка · e2 чёрный король | a8 белый король · d8 белый ферзь · d2 чёрная пешка · e2 чёрный король | a8 белый король · d8 белый ферзь · d2 чёрная пешка · e2 чёрный король | a8 белый король · d8 белый ферзь · d2 чёрная пешка · e2 чёрный король | a8 белый король · d8 белый ферзь · d2 чёрная пешка · e2 чёрный король | a8 белый король · d8 белый ферзь · d2 чёрная пешка · e2 чёрный король | a8 белый король · d8 белый ферзь · d2 чёрная пешка · e2 чёрный король | a8 белый король · d8 белый ферзь · d2 чёрная пешка · e2 чёрный король | 4 |
| 3 | a8 белый король · d8 белый ферзь · d2 чёрная пешка · e2 чёрный король | a8 белый король · d8 белый ферзь · d2 чёрная пешка · e2 чёрный король | a8 белый король · d8 белый ферзь · d2 чёрная пешка · e2 чёрный король | a8 белый король · d8 белый ферзь · d2 чёрная пешка · e2 чёрный король | a8 белый король · d8 белый ферзь · d2 чёрная пешка · e2 чёрный король | a8 белый король · d8 белый ферзь · d2 чёрная пешка · e2 чёрный король | a8 белый король · d8 белый ферзь · d2 чёрная пешка · e2 чёрный король | a8 белый король · d8 белый ферзь · d2 чёрная пешка · e2 чёрный король | 3 |
| 2 | a8 белый король · d8 белый ферзь · d2 чёрная пешка · e2 чёрный король | a8 белый король · d8 белый ферзь · d2 чёрная пешка · e2 чёрный король | a8 белый король · d8 белый ферзь · d2 чёрная пешка · e2 чёрный король | a8 белый король · d8 белый ферзь · d2 чёрная пешка · e2 чёрный король | a8 белый король · d8 белый ферзь · d2 чёрная пешка · e2 чёрный король | a8 белый король · d8 белый ферзь · d2 чёрная пешка · e2 чёрный король | a8 белый король · d8 белый ферзь · d2 чёрная пешка · e2 чёрный король | a8 белый король · d8 белый ферзь · d2 чёрная пешка · e2 чёрный король | 2 |
| 1 | a8 белый король · d8 белый ферзь · d2 чёрная пешка · e2 чёрный король | a8 белый король · d8 белый ферзь · d2 чёрная пешка · e2 чёрный король | a8 белый король · d8 белый ферзь · d2 чёрная пешка · e2 чёрный король | a8 белый король · d8 белый ферзь · d2 чёрная пешка · e2 чёрный король | a8 белый король · d8 белый ферзь · d2 чёрная пешка · e2 чёрный король | a8 белый король · d8 белый ферзь · d2 чёрная пешка · e2 чёрный король | a8 белый король · d8 белый ферзь · d2 чёрная пешка · e2 чёрный король | a8 белый король · d8 белый ферзь · d2 чёрная пешка · e2 чёрный король | 1 |
|   | a                                                                     | b                                                                     | c                                                                     | d                                                                     | e                                                                     | f                                                                     | g                                                                     | h                                                                     |   |

Пример эндшпиля «ферзь против пешки». Сначала зигзагом с шахами к пешке приближается ферзь. 1.Фе8+ Kpf2 2.Фа4 Кре2 3.Фе4+ Kpf2 4.Фd3 Kpe1 5.Фе3+! Kpd1. Чёрный король вынужден занять поле перед пешкой, и король белых получает возможность отправиться на помощь ферзю. 6.Kpb7 Крс2 7.Фе2 Kpc1 8.Фс4+ Крb2 9.Фd3 Kpc1 10.Фс3+ Kpd1 11.Крс6 Кре2 12.Фс2 Кpe1 13.Фе4+ Kpf2 14.Фd3 Kpe1 15.Фе3+ Kpd1 16.Kpd5 Крс2 17.Фе2 Kpc1 18.Фс4+ Крb2 19.Фd3 Kpc1 20.Фс3+ Kpd1 21.Кре4 Кре2 22.Фе3+ Kpd1 23.Kpd3, и белые выигрывают. Король белых мог быть расположен как угодно далеко. Ферзь многократно вынуждает короля чёрных занять поле превращения пешки, выигрывая таким образом время для приближения своего короля. Однако «ладейная» и «слоновая» пешки считаются в этом окончании «ничейными». Сильнейшая сторона выигрывает там только при близко расположенном короле.
|   | a                                                                                      | b                                                                                      | c                                                                                      | d                                                                                      | e                                                                                      | f                                                                                      | g                                                                                      | h                                                                                      |   |
| - | -------------------------------------------------------------------------------------- | -------------------------------------------------------------------------------------- | -------------------------------------------------------------------------------------- | -------------------------------------------------------------------------------------- | -------------------------------------------------------------------------------------- | -------------------------------------------------------------------------------------- | -------------------------------------------------------------------------------------- | -------------------------------------------------------------------------------------- | - |
| 8 | c7 белый ферзь · h7 белый король · b5 чёрный ферзь · d3 белая пешка · h1 чёрный король | c7 белый ферзь · h7 белый король · b5 чёрный ферзь · d3 белая пешка · h1 чёрный король | c7 белый ферзь · h7 белый король · b5 чёрный ферзь · d3 белая пешка · h1 чёрный король | c7 белый ферзь · h7 белый король · b5 чёрный ферзь · d3 белая пешка · h1 чёрный король | c7 белый ферзь · h7 белый король · b5 чёрный ферзь · d3 белая пешка · h1 чёрный король | c7 белый ферзь · h7 белый король · b5 чёрный ферзь · d3 белая пешка · h1 чёрный король | c7 белый ферзь · h7 белый король · b5 чёрный ферзь · d3 белая пешка · h1 чёрный король | c7 белый ферзь · h7 белый король · b5 чёрный ферзь · d3 белая пешка · h1 чёрный король | 8 |
| 7 | c7 белый ферзь · h7 белый король · b5 чёрный ферзь · d3 белая пешка · h1 чёрный король | c7 белый ферзь · h7 белый король · b5 чёрный ферзь · d3 белая пешка · h1 чёрный король | c7 белый ферзь · h7 белый король · b5 чёрный ферзь · d3 белая пешка · h1 чёрный король | c7 белый ферзь · h7 белый король · b5 чёрный ферзь · d3 белая пешка · h1 чёрный король | c7 белый ферзь · h7 белый король · b5 чёрный ферзь · d3 белая пешка · h1 чёрный король | c7 белый ферзь · h7 белый король · b5 чёрный ферзь · d3 белая пешка · h1 чёрный король | c7 белый ферзь · h7 белый король · b5 чёрный ферзь · d3 белая пешка · h1 чёрный король | c7 белый ферзь · h7 белый король · b5 чёрный ферзь · d3 белая пешка · h1 чёрный король | 7 |
| 6 | c7 белый ферзь · h7 белый король · b5 чёрный ферзь · d3 белая пешка · h1 чёрный король | c7 белый ферзь · h7 белый король · b5 чёрный ферзь · d3 белая пешка · h1 чёрный король | c7 белый ферзь · h7 белый король · b5 чёрный ферзь · d3 белая пешка · h1 чёрный король | c7 белый ферзь · h7 белый король · b5 чёрный ферзь · d3 белая пешка · h1 чёрный король | c7 белый ферзь · h7 белый король · b5 чёрный ферзь · d3 белая пешка · h1 чёрный король | c7 белый ферзь · h7 белый король · b5 чёрный ферзь · d3 белая пешка · h1 чёрный король | c7 белый ферзь · h7 белый король · b5 чёрный ферзь · d3 белая пешка · h1 чёрный король | c7 белый ферзь · h7 белый король · b5 чёрный ферзь · d3 белая пешка · h1 чёрный король | 6 |
| 5 | c7 белый ферзь · h7 белый король · b5 чёрный ферзь · d3 белая пешка · h1 чёрный король | c7 белый ферзь · h7 белый король · b5 чёрный ферзь · d3 белая пешка · h1 чёрный король | c7 белый ферзь · h7 белый король · b5 чёрный ферзь · d3 белая пешка · h1 чёрный король | c7 белый ферзь · h7 белый король · b5 чёрный ферзь · d3 белая пешка · h1 чёрный король | c7 белый ферзь · h7 белый король · b5 чёрный ферзь · d3 белая пешка · h1 чёрный король | c7 белый ферзь · h7 белый король · b5 чёрный ферзь · d3 белая пешка · h1 чёрный король | c7 белый ферзь · h7 белый король · b5 чёрный ферзь · d3 белая пешка · h1 чёрный король | c7 белый ферзь · h7 белый король · b5 чёрный ферзь · d3 белая пешка · h1 чёрный король | 5 |
| 4 | c7 белый ферзь · h7 белый король · b5 чёрный ферзь · d3 белая пешка · h1 чёрный король | c7 белый ферзь · h7 белый король · b5 чёрный ферзь · d3 белая пешка · h1 чёрный король | c7 белый ферзь · h7 белый король · b5 чёрный ферзь · d3 белая пешка · h1 чёрный король | c7 белый ферзь · h7 белый король · b5 чёрный ферзь · d3 белая пешка · h1 чёрный король | c7 белый ферзь · h7 белый король · b5 чёрный ферзь · d3 белая пешка · h1 чёрный король | c7 белый ферзь · h7 белый король · b5 чёрный ферзь · d3 белая пешка · h1 чёрный король | c7 белый ферзь · h7 белый король · b5 чёрный ферзь · d3 белая пешка · h1 чёрный король | c7 белый ферзь · h7 белый король · b5 чёрный ферзь · d3 белая пешка · h1 чёрный король | 4 |
| 3 | c7 белый ферзь · h7 белый король · b5 чёрный ферзь · d3 белая пешка · h1 чёрный король | c7 белый ферзь · h7 белый король · b5 чёрный ферзь · d3 белая пешка · h1 чёрный король | c7 белый ферзь · h7 белый король · b5 чёрный ферзь · d3 белая пешка · h1 чёрный король | c7 белый ферзь · h7 белый король · b5 чёрный ферзь · d3 белая пешка · h1 чёрный король | c7 белый ферзь · h7 белый король · b5 чёрный ферзь · d3 белая пешка · h1 чёрный король | c7 белый ферзь · h7 белый король · b5 чёрный ферзь · d3 белая пешка · h1 чёрный король | c7 белый ферзь · h7 белый король · b5 чёрный ферзь · d3 белая пешка · h1 чёрный король | c7 белый ферзь · h7 белый король · b5 чёрный ферзь · d3 белая пешка · h1 чёрный король | 3 |
| 2 | c7 белый ферзь · h7 белый король · b5 чёрный ферзь · d3 белая пешка · h1 чёрный король | c7 белый ферзь · h7 белый король · b5 чёрный ферзь · d3 белая пешка · h1 чёрный король | c7 белый ферзь · h7 белый король · b5 чёрный ферзь · d3 белая пешка · h1 чёрный король | c7 белый ферзь · h7 белый король · b5 чёрный ферзь · d3 белая пешка · h1 чёрный король | c7 белый ферзь · h7 белый король · b5 чёрный ферзь · d3 белая пешка · h1 чёрный король | c7 белый ферзь · h7 белый король · b5 чёрный ферзь · d3 белая пешка · h1 чёрный король | c7 белый ферзь · h7 белый король · b5 чёрный ферзь · d3 белая пешка · h1 чёрный король | c7 белый ферзь · h7 белый король · b5 чёрный ферзь · d3 белая пешка · h1 чёрный король | 2 |
| 1 | c7 белый ферзь · h7 белый король · b5 чёрный ферзь · d3 белая пешка · h1 чёрный король | c7 белый ферзь · h7 белый король · b5 чёрный ферзь · d3 белая пешка · h1 чёрный король | c7 белый ферзь · h7 белый король · b5 чёрный ферзь · d3 белая пешка · h1 чёрный король | c7 белый ферзь · h7 белый король · b5 чёрный ферзь · d3 белая пешка · h1 чёрный король | c7 белый ферзь · h7 белый король · b5 чёрный ферзь · d3 белая пешка · h1 чёрный король | c7 белый ферзь · h7 белый король · b5 чёрный ферзь · d3 белая пешка · h1 чёрный король | c7 белый ферзь · h7 белый король · b5 чёрный ферзь · d3 белая пешка · h1 чёрный король | c7 белый ферзь · h7 белый король · b5 чёрный ферзь · d3 белая пешка · h1 чёрный король | 1 |
|   | a                                                                                      | b                                                                                      | c                                                                                      | d                                                                                      | e                                                                                      | f                                                                                      | g                                                                                      | h                                                                                      |   |

«Ферзь с пешкой против ферзя» — одно из самых сложных шахматных окончаний. Универсального ответа, проводится ли пешка, здесь нет: всё зависит от конкретной позиции. В настоящее время этот эндшпиль исчерпывающе проанализирован с помощью эндшпильных таблиц Налимова. Часто игра здесь длится более 50 ходов. Вот один из примеров:
1.Фc3 Фg5 2.Крh8 Фe7 3.Крg8 Фe8+ 4.Крg7 Фe7+ 5.Крg6 Фe6+ 6.Крg5 Фe3+ 7.Крf5 Крg2 8.Фc4 Фf3+ 9.Крg6 Фg3+ 10.Крf7 Фf2+ 11.Крe7 Фa7+ 12.Крe6 Фb6+ 13.Крf5 Фf2+ 14.Фf4 Фc5+ 15.Фe5 Фf8+ 16.Фf6 Фc5+ 17.Крe4 Фc2 18.Фd4 Крf1 19.Крd5 Фa2+ 20.Крd6 Фg8 21.Крc7 Фf7+ 22.Фd7 Фf4+ 23.Фd6 Фf7+ 24.Крc6 Фf3+ 25.Фd5 Фf6+ 26.Крd7 Фg7+ 27.Крe8 Фh8+ 28.Крe7 Фh4+ 29.Крd7 Фa4+ 30.Крd6 Фf4+ 31.Фe5 Фf8+ 32.Крc7 Фf7+ 33.Крc6 Фf3+ 34.Фe4 Фf8 35.Крb7 Фf7+ 36.Крa6 Фa2+ 37.Крb5 Фb2+ 38.Крc4 Фc1+ 39.Крd4 Фb2+ 40.Крd5 Фb5+ 41.Крd6 Фb8+ 42.Крe7 Фc7+ 43.Крe6 Фc8+ 44.Крf7 Фc7+ 45.Крg6 Фg3+ 46.Крf6 Фd6+ 47.Крf5 Фf8+ 48.Крg4 Фg7+ 49.Крf3 Фf6+ 50.Фf4 Фc3 51.Крe4+ Крe2 52.Фe3+ Крd1 53.d4 (только на 53-м ходу происходит первое движение пешки — нарушение правила 50 ходов) 53…Фc6+ 54.Крf5 Фd7+ 55.Крg6 Фd6+ 56.Крh5 Фh2+ 57.Крg5 Фg2+ 58.Крf6 Фd5 59.Фe5 Фa8 60.Фc5 Фd8+ 61.Крf5 Фd7+ 62.Крf4 Фf7+ 63.Фf5 Фc4 64.Фe4 Фc7+ 65.Фe5 Фc1+ 66.Крg4 Фc3 67.Крh4 Крd2 68.Фf4+ Крe2 69.Фe4+ Крd2 70.d5 Фf6+ 71.Крg4 Фg7+ 72.Крf4 Фf6+ 73.Фf5 Фh4+ 74.Крe5 Фe7+ 75.Фe6 Фg5+ 76.Крd6 Фg3+ 77.Фe5 Фg6+ 78.Крc5 Фc2+ 79.Крb5 Фb1 80.Крa6 Фd3+ 81.Крa5 Фa3+ 82.Крb6 Фb4+ 83.Крc6 Фa4+ 84.Крc7 Фa5+ 85.Крd7 Фb5+ 86.Крe7 Фc5+ 87.Крe6 Фc4 88.Крf6 Фc8 89.Крg7 Фg4+ 90.Крh6 Фh3+ 91.Крg6 Фb3 92.d6 Фg8+ 93.Крf5 Фf7+ 94.Крg5 Фg8+ 95.Крf4 Фc4+ 96.Фe4 Фc5 97.Фe6 Фf2+ 98.Крg5 Фg1+ 99.Крf6 Фf2+ 100.Крg6 Фg1+ 101.Крf7 Фf2+ 102.Крe8 Фf3 103.d7 Фh5+ 104.Крe7 Фh4+ 105.Фf6 Фh7+ 106.Крd6 Фd3+ 107.Крc7 Фh7 108.Фe6 Фg7 109.Фc4 Фh7 110.Фd5+ Крe1 111.Крd6 Фh4 112.Фa5+ Крf1 113.d8Ф Фg3+ 114.Фe5 Фd3+ 115.Крe7 Фa3+ 116.Фdd6 Фa7+ 117.Крe6 Фa2+ 118.Фdd5 Фa6+ 119.Крf5 Фc8+ 120.Крg5 Фc1+ 121.Крh5 Фe3 122.Фd1+ Крg2 123.Ф:e3 Kph2 124.Фdg1#.
|   | a | b | c | d | e | f | g | h |   |
| - | --- | --- | --- | --- | --- | --- | --- | --- | - |
| 8 | e7 чёрный король · g7 чёрная пешка · a5 белая пешка · d5 белый ферзь · f5 чёрная пешка · h5 чёрная пешка · f4 белая пешка · h4 белая пешка · b3 белый король · g3 белая пешка · a1 чёрный ферзь | e7 чёрный король · g7 чёрная пешка · a5 белая пешка · d5 белый ферзь · f5 чёрная пешка · h5 чёрная пешка · f4 белая пешка · h4 белая пешка · b3 белый король · g3 белая пешка · a1 чёрный ферзь | e7 чёрный король · g7 чёрная пешка · a5 белая пешка · d5 белый ферзь · f5 чёрная пешка · h5 чёрная пешка · f4 белая пешка · h4 белая пешка · b3 белый король · g3 белая пешка · a1 чёрный ферзь | e7 чёрный король · g7 чёрная пешка · a5 белая пешка · d5 белый ферзь · f5 чёрная пешка · h5 чёрная пешка · f4 белая пешка · h4 белая пешка · b3 белый король · g3 белая пешка · a1 чёрный ферзь | e7 чёрный король · g7 чёрная пешка · a5 белая пешка · d5 белый ферзь · f5 чёрная пешка · h5 чёрная пешка · f4 белая пешка · h4 белая пешка · b3 белый король · g3 белая пешка · a1 чёрный ферзь | e7 чёрный король · g7 чёрная пешка · a5 белая пешка · d5 белый ферзь · f5 чёрная пешка · h5 чёрная пешка · f4 белая пешка · h4 белая пешка · b3 белый король · g3 белая пешка · a1 чёрный ферзь | e7 чёрный король · g7 чёрная пешка · a5 белая пешка · d5 белый ферзь · f5 чёрная пешка · h5 чёрная пешка · f4 белая пешка · h4 белая пешка · b3 белый король · g3 белая пешка · a1 чёрный ферзь | e7 чёрный король · g7 чёрная пешка · a5 белая пешка · d5 белый ферзь · f5 чёрная пешка · h5 чёрная пешка · f4 белая пешка · h4 белая пешка · b3 белый король · g3 белая пешка · a1 чёрный ферзь | 8 |
| 7 | e7 чёрный король · g7 чёрная пешка · a5 белая пешка · d5 белый ферзь · f5 чёрная пешка · h5 чёрная пешка · f4 белая пешка · h4 белая пешка · b3 белый король · g3 белая пешка · a1 чёрный ферзь | e7 чёрный король · g7 чёрная пешка · a5 белая пешка · d5 белый ферзь · f5 чёрная пешка · h5 чёрная пешка · f4 белая пешка · h4 белая пешка · b3 белый король · g3 белая пешка · a1 чёрный ферзь | e7 чёрный король · g7 чёрная пешка · a5 белая пешка · d5 белый ферзь · f5 чёрная пешка · h5 чёрная пешка · f4 белая пешка · h4 белая пешка · b3 белый король · g3 белая пешка · a1 чёрный ферзь | e7 чёрный король · g7 чёрная пешка · a5 белая пешка · d5 белый ферзь · f5 чёрная пешка · h5 чёрная пешка · f4 белая пешка · h4 белая пешка · b3 белый король · g3 белая пешка · a1 чёрный ферзь | e7 чёрный король · g7 чёрная пешка · a5 белая пешка · d5 белый ферзь · f5 чёрная пешка · h5 чёрная пешка · f4 белая пешка · h4 белая пешка · b3 белый король · g3 белая пешка · a1 чёрный ферзь | e7 чёрный король · g7 чёрная пешка · a5 белая пешка · d5 белый ферзь · f5 чёрная пешка · h5 чёрная пешка · f4 белая пешка · h4 белая пешка · b3 белый король · g3 белая пешка · a1 чёрный ферзь | e7 чёрный король · g7 чёрная пешка · a5 белая пешка · d5 белый ферзь · f5 чёрная пешка · h5 чёрная пешка · f4 белая пешка · h4 белая пешка · b3 белый король · g3 белая пешка · a1 чёрный ферзь | e7 чёрный король · g7 чёрная пешка · a5 белая пешка · d5 белый ферзь · f5 чёрная пешка · h5 чёрная пешка · f4 белая пешка · h4 белая пешка · b3 белый король · g3 белая пешка · a1 чёрный ферзь | 7 |
| 6 | e7 чёрный король · g7 чёрная пешка · a5 белая пешка · d5 белый ферзь · f5 чёрная пешка · h5 чёрная пешка · f4 белая пешка · h4 белая пешка · b3 белый король · g3 белая пешка · a1 чёрный ферзь | e7 чёрный король · g7 чёрная пешка · a5 белая пешка · d5 белый ферзь · f5 чёрная пешка · h5 чёрная пешка · f4 белая пешка · h4 белая пешка · b3 белый король · g3 белая пешка · a1 чёрный ферзь | e7 чёрный король · g7 чёрная пешка · a5 белая пешка · d5 белый ферзь · f5 чёрная пешка · h5 чёрная пешка · f4 белая пешка · h4 белая пешка · b3 белый король · g3 белая пешка · a1 чёрный ферзь | e7 чёрный король · g7 чёрная пешка · a5 белая пешка · d5 белый ферзь · f5 чёрная пешка · h5 чёрная пешка · f4 белая пешка · h4 белая пешка · b3 белый король · g3 белая пешка · a1 чёрный ферзь | e7 чёрный король · g7 чёрная пешка · a5 белая пешка · d5 белый ферзь · f5 чёрная пешка · h5 чёрная пешка · f4 белая пешка · h4 белая пешка · b3 белый король · g3 белая пешка · a1 чёрный ферзь | e7 чёрный король · g7 чёрная пешка · a5 белая пешка · d5 белый ферзь · f5 чёрная пешка · h5 чёрная пешка · f4 белая пешка · h4 белая пешка · b3 белый король · g3 белая пешка · a1 чёрный ферзь | e7 чёрный король · g7 чёрная пешка · a5 белая пешка · d5 белый ферзь · f5 чёрная пешка · h5 чёрная пешка · f4 белая пешка · h4 белая пешка · b3 белый король · g3 белая пешка · a1 чёрный ферзь | e7 чёрный король · g7 чёрная пешка · a5 белая пешка · d5 белый ферзь · f5 чёрная пешка · h5 чёрная пешка · f4 белая пешка · h4 белая пешка · b3 белый король · g3 белая пешка · a1 чёрный ферзь | 6 |
| 5 | e7 чёрный король · g7 чёрная пешка · a5 белая пешка · d5 белый ферзь · f5 чёрная пешка · h5 чёрная пешка · f4 белая пешка · h4 белая пешка · b3 белый король · g3 белая пешка · a1 чёрный ферзь | e7 чёрный король · g7 чёрная пешка · a5 белая пешка · d5 белый ферзь · f5 чёрная пешка · h5 чёрная пешка · f4 белая пешка · h4 белая пешка · b3 белый король · g3 белая пешка · a1 чёрный ферзь | e7 чёрный король · g7 чёрная пешка · a5 белая пешка · d5 белый ферзь · f5 чёрная пешка · h5 чёрная пешка · f4 белая пешка · h4 белая пешка · b3 белый король · g3 белая пешка · a1 чёрный ферзь | e7 чёрный король · g7 чёрная пешка · a5 белая пешка · d5 белый ферзь · f5 чёрная пешка · h5 чёрная пешка · f4 белая пешка · h4 белая пешка · b3 белый король · g3 белая пешка · a1 чёрный ферзь | e7 чёрный король · g7 чёрная пешка · a5 белая пешка · d5 белый ферзь · f5 чёрная пешка · h5 чёрная пешка · f4 белая пешка · h4 белая пешка · b3 белый король · g3 белая пешка · a1 чёрный ферзь | e7 чёрный король · g7 чёрная пешка · a5 белая пешка · d5 белый ферзь · f5 чёрная пешка · h5 чёрная пешка · f4 белая пешка · h4 белая пешка · b3 белый король · g3 белая пешка · a1 чёрный ферзь | e7 чёрный король · g7 чёрная пешка · a5 белая пешка · d5 белый ферзь · f5 чёрная пешка · h5 чёрная пешка · f4 белая пешка · h4 белая пешка · b3 белый король · g3 белая пешка · a1 чёрный ферзь | e7 чёрный король · g7 чёрная пешка · a5 белая пешка · d5 белый ферзь · f5 чёрная пешка · h5 чёрная пешка · f4 белая пешка · h4 белая пешка · b3 белый король · g3 белая пешка · a1 чёрный ферзь | 5 |
| 4 | e7 чёрный король · g7 чёрная пешка · a5 белая пешка · d5 белый ферзь · f5 чёрная пешка · h5 чёрная пешка · f4 белая пешка · h4 белая пешка · b3 белый король · g3 белая пешка · a1 чёрный ферзь | e7 чёрный король · g7 чёрная пешка · a5 белая пешка · d5 белый ферзь · f5 чёрная пешка · h5 чёрная пешка · f4 белая пешка · h4 белая пешка · b3 белый король · g3 белая пешка · a1 чёрный ферзь | e7 чёрный король · g7 чёрная пешка · a5 белая пешка · d5 белый ферзь · f5 чёрная пешка · h5 чёрная пешка · f4 белая пешка · h4 белая пешка · b3 белый король · g3 белая пешка · a1 чёрный ферзь | e7 чёрный король · g7 чёрная пешка · a5 белая пешка · d5 белый ферзь · f5 чёрная пешка · h5 чёрная пешка · f4 белая пешка · h4 белая пешка · b3 белый король · g3 белая пешка · a1 чёрный ферзь | e7 чёрный король · g7 чёрная пешка · a5 белая пешка · d5 белый ферзь · f5 чёрная пешка · h5 чёрная пешка · f4 белая пешка · h4 белая пешка · b3 белый король · g3 белая пешка · a1 чёрный ферзь | e7 чёрный король · g7 чёрная пешка · a5 белая пешка · d5 белый ферзь · f5 чёрная пешка · h5 чёрная пешка · f4 белая пешка · h4 белая пешка · b3 белый король · g3 белая пешка · a1 чёрный ферзь | e7 чёрный король · g7 чёрная пешка · a5 белая пешка · d5 белый ферзь · f5 чёрная пешка · h5 чёрная пешка · f4 белая пешка · h4 белая пешка · b3 белый король · g3 белая пешка · a1 чёрный ферзь | e7 чёрный король · g7 чёрная пешка · a5 белая пешка · d5 белый ферзь · f5 чёрная пешка · h5 чёрная пешка · f4 белая пешка · h4 белая пешка · b3 белый король · g3 белая пешка · a1 чёрный ферзь | 4 |
| 3 | e7 чёрный король · g7 чёрная пешка · a5 белая пешка · d5 белый ферзь · f5 чёрная пешка · h5 чёрная пешка · f4 белая пешка · h4 белая пешка · b3 белый король · g3 белая пешка · a1 чёрный ферзь | e7 чёрный король · g7 чёрная пешка · a5 белая пешка · d5 белый ферзь · f5 чёрная пешка · h5 чёрная пешка · f4 белая пешка · h4 белая пешка · b3 белый король · g3 белая пешка · a1 чёрный ферзь | e7 чёрный король · g7 чёрная пешка · a5 белая пешка · d5 белый ферзь · f5 чёрная пешка · h5 чёрная пешка · f4 белая пешка · h4 белая пешка · b3 белый король · g3 белая пешка · a1 чёрный ферзь | e7 чёрный король · g7 чёрная пешка · a5 белая пешка · d5 белый ферзь · f5 чёрная пешка · h5 чёрная пешка · f4 белая пешка · h4 белая пешка · b3 белый король · g3 белая пешка · a1 чёрный ферзь | e7 чёрный король · g7 чёрная пешка · a5 белая пешка · d5 белый ферзь · f5 чёрная пешка · h5 чёрная пешка · f4 белая пешка · h4 белая пешка · b3 белый король · g3 белая пешка · a1 чёрный ферзь | e7 чёрный король · g7 чёрная пешка · a5 белая пешка · d5 белый ферзь · f5 чёрная пешка · h5 чёрная пешка · f4 белая пешка · h4 белая пешка · b3 белый король · g3 белая пешка · a1 чёрный ферзь | e7 чёрный король · g7 чёрная пешка · a5 белая пешка · d5 белый ферзь · f5 чёрная пешка · h5 чёрная пешка · f4 белая пешка · h4 белая пешка · b3 белый король · g3 белая пешка · a1 чёрный ферзь | e7 чёрный король · g7 чёрная пешка · a5 белая пешка · d5 белый ферзь · f5 чёрная пешка · h5 чёрная пешка · f4 белая пешка · h4 белая пешка · b3 белый король · g3 белая пешка · a1 чёрный ферзь | 3 |
| 2 | e7 чёрный король · g7 чёрная пешка · a5 белая пешка · d5 белый ферзь · f5 чёрная пешка · h5 чёрная пешка · f4 белая пешка · h4 белая пешка · b3 белый король · g3 белая пешка · a1 чёрный ферзь | e7 чёрный король · g7 чёрная пешка · a5 белая пешка · d5 белый ферзь · f5 чёрная пешка · h5 чёрная пешка · f4 белая пешка · h4 белая пешка · b3 белый король · g3 белая пешка · a1 чёрный ферзь | e7 чёрный король · g7 чёрная пешка · a5 белая пешка · d5 белый ферзь · f5 чёрная пешка · h5 чёрная пешка · f4 белая пешка · h4 белая пешка · b3 белый король · g3 белая пешка · a1 чёрный ферзь | e7 чёрный король · g7 чёрная пешка · a5 белая пешка · d5 белый ферзь · f5 чёрная пешка · h5 чёрная пешка · f4 белая пешка · h4 белая пешка · b3 белый король · g3 белая пешка · a1 чёрный ферзь | e7 чёрный король · g7 чёрная пешка · a5 белая пешка · d5 белый ферзь · f5 чёрная пешка · h5 чёрная пешка · f4 белая пешка · h4 белая пешка · b3 белый король · g3 белая пешка · a1 чёрный ферзь | e7 чёрный король · g7 чёрная пешка · a5 белая пешка · d5 белый ферзь · f5 чёрная пешка · h5 чёрная пешка · f4 белая пешка · h4 белая пешка · b3 белый король · g3 белая пешка · a1 чёрный ферзь | e7 чёрный король · g7 чёрная пешка · a5 белая пешка · d5 белый ферзь · f5 чёрная пешка · h5 чёрная пешка · f4 белая пешка · h4 белая пешка · b3 белый король · g3 белая пешка · a1 чёрный ферзь | e7 чёрный король · g7 чёрная пешка · a5 белая пешка · d5 белый ферзь · f5 чёрная пешка · h5 чёрная пешка · f4 белая пешка · h4 белая пешка · b3 белый король · g3 белая пешка · a1 чёрный ферзь | 2 |
| 1 | e7 чёрный король · g7 чёрная пешка · a5 белая пешка · d5 белый ферзь · f5 чёрная пешка · h5 чёрная пешка · f4 белая пешка · h4 белая пешка · b3 белый король · g3 белая пешка · a1 чёрный ферзь | e7 чёрный король · g7 чёрная пешка · a5 белая пешка · d5 белый ферзь · f5 чёрная пешка · h5 чёрная пешка · f4 белая пешка · h4 белая пешка · b3 белый король · g3 белая пешка · a1 чёрный ферзь | e7 чёрный король · g7 чёрная пешка · a5 белая пешка · d5 белый ферзь · f5 чёрная пешка · h5 чёрная пешка · f4 белая пешка · h4 белая пешка · b3 белый король · g3 белая пешка · a1 чёрный ферзь | e7 чёрный король · g7 чёрная пешка · a5 белая пешка · d5 белый ферзь · f5 чёрная пешка · h5 чёрная пешка · f4 белая пешка · h4 белая пешка · b3 белый король · g3 белая пешка · a1 чёрный ферзь | e7 чёрный король · g7 чёрная пешка · a5 белая пешка · d5 белый ферзь · f5 чёрная пешка · h5 чёрная пешка · f4 белая пешка · h4 белая пешка · b3 белый король · g3 белая пешка · a1 чёрный ферзь | e7 чёрный король · g7 чёрная пешка · a5 белая пешка · d5 белый ферзь · f5 чёрная пешка · h5 чёрная пешка · f4 белая пешка · h4 белая пешка · b3 белый король · g3 белая пешка · a1 чёрный ферзь | e7 чёрный король · g7 чёрная пешка · a5 белая пешка · d5 белый ферзь · f5 чёрная пешка · h5 чёрная пешка · f4 белая пешка · h4 белая пешка · b3 белый король · g3 белая пешка · a1 чёрный ферзь | e7 чёрный король · g7 чёрная пешка · a5 белая пешка · d5 белый ферзь · f5 чёрная пешка · h5 чёрная пешка · f4 белая пешка · h4 белая пешка · b3 белый король · g3 белая пешка · a1 чёрный ферзь | 1 |
|   | a | b | c | d | e | f | g | h |   |

Белые быстро уводят короля от шахов вглубь неприятельского лагеря и создают угрозу размена ферзей, используя позицию короля соперника: 1…Фb1+ 2.Крa4 g6 3.a6 Фa1+ 4.Крb5 Фb2+ 5.Крc6 Фf6+ 6.Крc7! Фc3+ (6…Ф:a6 7.Фd7+ и 8.Фd6+, разменивая ферзей) 7.Фc6 Фe3 8.Крc8! Чёрные сдались. На 8…Крf7 решает 9.a7 Ф:a7 10.Фd7+.
|   | a                                                                                      | b                                                                                      | c                                                                                      | d                                                                                      | e                                                                                      | f                                                                                      | g                                                                                      | h                                                                                      |   |
| - | -------------------------------------------------------------------------------------- | -------------------------------------------------------------------------------------- | -------------------------------------------------------------------------------------- | -------------------------------------------------------------------------------------- | -------------------------------------------------------------------------------------- | -------------------------------------------------------------------------------------- | -------------------------------------------------------------------------------------- | -------------------------------------------------------------------------------------- | - |
| 8 | g7 белая пешка · c5 белый король · d5 белый ферзь · a4 чёрный король · h2 чёрный ферзь | g7 белая пешка · c5 белый король · d5 белый ферзь · a4 чёрный король · h2 чёрный ферзь | g7 белая пешка · c5 белый король · d5 белый ферзь · a4 чёрный король · h2 чёрный ферзь | g7 белая пешка · c5 белый король · d5 белый ферзь · a4 чёрный король · h2 чёрный ферзь | g7 белая пешка · c5 белый король · d5 белый ферзь · a4 чёрный король · h2 чёрный ферзь | g7 белая пешка · c5 белый король · d5 белый ферзь · a4 чёрный король · h2 чёрный ферзь | g7 белая пешка · c5 белый король · d5 белый ферзь · a4 чёрный король · h2 чёрный ферзь | g7 белая пешка · c5 белый король · d5 белый ферзь · a4 чёрный король · h2 чёрный ферзь | 8 |
| 7 | g7 белая пешка · c5 белый король · d5 белый ферзь · a4 чёрный король · h2 чёрный ферзь | g7 белая пешка · c5 белый король · d5 белый ферзь · a4 чёрный король · h2 чёрный ферзь | g7 белая пешка · c5 белый король · d5 белый ферзь · a4 чёрный король · h2 чёрный ферзь | g7 белая пешка · c5 белый король · d5 белый ферзь · a4 чёрный король · h2 чёрный ферзь | g7 белая пешка · c5 белый король · d5 белый ферзь · a4 чёрный король · h2 чёрный ферзь | g7 белая пешка · c5 белый король · d5 белый ферзь · a4 чёрный король · h2 чёрный ферзь | g7 белая пешка · c5 белый король · d5 белый ферзь · a4 чёрный король · h2 чёрный ферзь | g7 белая пешка · c5 белый король · d5 белый ферзь · a4 чёрный король · h2 чёрный ферзь | 7 |
| 6 | g7 белая пешка · c5 белый король · d5 белый ферзь · a4 чёрный король · h2 чёрный ферзь | g7 белая пешка · c5 белый король · d5 белый ферзь · a4 чёрный король · h2 чёрный ферзь | g7 белая пешка · c5 белый король · d5 белый ферзь · a4 чёрный король · h2 чёрный ферзь | g7 белая пешка · c5 белый король · d5 белый ферзь · a4 чёрный король · h2 чёрный ферзь | g7 белая пешка · c5 белый король · d5 белый ферзь · a4 чёрный король · h2 чёрный ферзь | g7 белая пешка · c5 белый король · d5 белый ферзь · a4 чёрный король · h2 чёрный ферзь | g7 белая пешка · c5 белый король · d5 белый ферзь · a4 чёрный король · h2 чёрный ферзь | g7 белая пешка · c5 белый король · d5 белый ферзь · a4 чёрный король · h2 чёрный ферзь | 6 |
| 5 | g7 белая пешка · c5 белый король · d5 белый ферзь · a4 чёрный король · h2 чёрный ферзь | g7 белая пешка · c5 белый король · d5 белый ферзь · a4 чёрный король · h2 чёрный ферзь | g7 белая пешка · c5 белый король · d5 белый ферзь · a4 чёрный король · h2 чёрный ферзь | g7 белая пешка · c5 белый король · d5 белый ферзь · a4 чёрный король · h2 чёрный ферзь | g7 белая пешка · c5 белый король · d5 белый ферзь · a4 чёрный король · h2 чёрный ферзь | g7 белая пешка · c5 белый король · d5 белый ферзь · a4 чёрный король · h2 чёрный ферзь | g7 белая пешка · c5 белый король · d5 белый ферзь · a4 чёрный король · h2 чёрный ферзь | g7 белая пешка · c5 белый король · d5 белый ферзь · a4 чёрный король · h2 чёрный ферзь | 5 |
| 4 | g7 белая пешка · c5 белый король · d5 белый ферзь · a4 чёрный король · h2 чёрный ферзь | g7 белая пешка · c5 белый король · d5 белый ферзь · a4 чёрный король · h2 чёрный ферзь | g7 белая пешка · c5 белый король · d5 белый ферзь · a4 чёрный король · h2 чёрный ферзь | g7 белая пешка · c5 белый король · d5 белый ферзь · a4 чёрный король · h2 чёрный ферзь | g7 белая пешка · c5 белый король · d5 белый ферзь · a4 чёрный король · h2 чёрный ферзь | g7 белая пешка · c5 белый король · d5 белый ферзь · a4 чёрный король · h2 чёрный ферзь | g7 белая пешка · c5 белый король · d5 белый ферзь · a4 чёрный король · h2 чёрный ферзь | g7 белая пешка · c5 белый король · d5 белый ферзь · a4 чёрный король · h2 чёрный ферзь | 4 |
| 3 | g7 белая пешка · c5 белый король · d5 белый ферзь · a4 чёрный король · h2 чёрный ферзь | g7 белая пешка · c5 белый король · d5 белый ферзь · a4 чёрный король · h2 чёрный ферзь | g7 белая пешка · c5 белый король · d5 белый ферзь · a4 чёрный король · h2 чёрный ферзь | g7 белая пешка · c5 белый король · d5 белый ферзь · a4 чёрный король · h2 чёрный ферзь | g7 белая пешка · c5 белый король · d5 белый ферзь · a4 чёрный король · h2 чёрный ферзь | g7 белая пешка · c5 белый король · d5 белый ферзь · a4 чёрный король · h2 чёрный ферзь | g7 белая пешка · c5 белый король · d5 белый ферзь · a4 чёрный король · h2 чёрный ферзь | g7 белая пешка · c5 белый король · d5 белый ферзь · a4 чёрный король · h2 чёрный ферзь | 3 |
| 2 | g7 белая пешка · c5 белый король · d5 белый ферзь · a4 чёрный король · h2 чёрный ферзь | g7 белая пешка · c5 белый король · d5 белый ферзь · a4 чёрный король · h2 чёрный ферзь | g7 белая пешка · c5 белый король · d5 белый ферзь · a4 чёрный король · h2 чёрный ферзь | g7 белая пешка · c5 белый король · d5 белый ферзь · a4 чёрный король · h2 чёрный ферзь | g7 белая пешка · c5 белый король · d5 белый ферзь · a4 чёрный король · h2 чёрный ферзь | g7 белая пешка · c5 белый король · d5 белый ферзь · a4 чёрный король · h2 чёрный ферзь | g7 белая пешка · c5 белый король · d5 белый ферзь · a4 чёрный король · h2 чёрный ферзь | g7 белая пешка · c5 белый король · d5 белый ферзь · a4 чёрный король · h2 чёрный ферзь | 2 |
| 1 | g7 белая пешка · c5 белый король · d5 белый ферзь · a4 чёрный король · h2 чёрный ферзь | g7 белая пешка · c5 белый король · d5 белый ферзь · a4 чёрный король · h2 чёрный ферзь | g7 белая пешка · c5 белый король · d5 белый ферзь · a4 чёрный король · h2 чёрный ферзь | g7 белая пешка · c5 белый король · d5 белый ферзь · a4 чёрный король · h2 чёрный ферзь | g7 белая пешка · c5 белый король · d5 белый ферзь · a4 чёрный король · h2 чёрный ферзь | g7 белая пешка · c5 белый король · d5 белый ферзь · a4 чёрный король · h2 чёрный ферзь | g7 белая пешка · c5 белый король · d5 белый ферзь · a4 чёрный король · h2 чёрный ферзь | g7 белая пешка · c5 белый король · d5 белый ферзь · a4 чёрный король · h2 чёрный ферзь | 1 |
|   | a                                                                                      | b                                                                                      | c                                                                                      | d                                                                                      | e                                                                                      | f                                                                                      | g                                                                                      | h                                                                                      |   |

Классический пример концовки с перекрёстными шахами. Чёрные здесь не стали продолжать партию, так как грозит 92.g8Ф, а на все шахи чёрного ферзя следуют перекрёстные шахи: 91…Фc7+ 92.Фc6+; 91…Фf2+ (g1) 92.Фd4+; 91…Фc2+ 92.Фc4+.
|   | a | b | c | d | e | f | g | h |   |
| - | --- | --- | --- | --- | --- | --- | --- | --- | - |
| 8 | c8 чёрный король · b7 чёрная пешка · g6 чёрная пешка · a5 чёрная пешка · e5 чёрная пешка · b4 чёрный ферзь · e4 белая пешка · g4 белая пешка · f3 белый ферзь · a2 белая пешка · c2 белый король | c8 чёрный король · b7 чёрная пешка · g6 чёрная пешка · a5 чёрная пешка · e5 чёрная пешка · b4 чёрный ферзь · e4 белая пешка · g4 белая пешка · f3 белый ферзь · a2 белая пешка · c2 белый король | c8 чёрный король · b7 чёрная пешка · g6 чёрная пешка · a5 чёрная пешка · e5 чёрная пешка · b4 чёрный ферзь · e4 белая пешка · g4 белая пешка · f3 белый ферзь · a2 белая пешка · c2 белый король | c8 чёрный король · b7 чёрная пешка · g6 чёрная пешка · a5 чёрная пешка · e5 чёрная пешка · b4 чёрный ферзь · e4 белая пешка · g4 белая пешка · f3 белый ферзь · a2 белая пешка · c2 белый король | c8 чёрный король · b7 чёрная пешка · g6 чёрная пешка · a5 чёрная пешка · e5 чёрная пешка · b4 чёрный ферзь · e4 белая пешка · g4 белая пешка · f3 белый ферзь · a2 белая пешка · c2 белый король | c8 чёрный король · b7 чёрная пешка · g6 чёрная пешка · a5 чёрная пешка · e5 чёрная пешка · b4 чёрный ферзь · e4 белая пешка · g4 белая пешка · f3 белый ферзь · a2 белая пешка · c2 белый король | c8 чёрный король · b7 чёрная пешка · g6 чёрная пешка · a5 чёрная пешка · e5 чёрная пешка · b4 чёрный ферзь · e4 белая пешка · g4 белая пешка · f3 белый ферзь · a2 белая пешка · c2 белый король | c8 чёрный король · b7 чёрная пешка · g6 чёрная пешка · a5 чёрная пешка · e5 чёрная пешка · b4 чёрный ферзь · e4 белая пешка · g4 белая пешка · f3 белый ферзь · a2 белая пешка · c2 белый король | 8 |
| 7 | c8 чёрный король · b7 чёрная пешка · g6 чёрная пешка · a5 чёрная пешка · e5 чёрная пешка · b4 чёрный ферзь · e4 белая пешка · g4 белая пешка · f3 белый ферзь · a2 белая пешка · c2 белый король | c8 чёрный король · b7 чёрная пешка · g6 чёрная пешка · a5 чёрная пешка · e5 чёрная пешка · b4 чёрный ферзь · e4 белая пешка · g4 белая пешка · f3 белый ферзь · a2 белая пешка · c2 белый король | c8 чёрный король · b7 чёрная пешка · g6 чёрная пешка · a5 чёрная пешка · e5 чёрная пешка · b4 чёрный ферзь · e4 белая пешка · g4 белая пешка · f3 белый ферзь · a2 белая пешка · c2 белый король | c8 чёрный король · b7 чёрная пешка · g6 чёрная пешка · a5 чёрная пешка · e5 чёрная пешка · b4 чёрный ферзь · e4 белая пешка · g4 белая пешка · f3 белый ферзь · a2 белая пешка · c2 белый король | c8 чёрный король · b7 чёрная пешка · g6 чёрная пешка · a5 чёрная пешка · e5 чёрная пешка · b4 чёрный ферзь · e4 белая пешка · g4 белая пешка · f3 белый ферзь · a2 белая пешка · c2 белый король | c8 чёрный король · b7 чёрная пешка · g6 чёрная пешка · a5 чёрная пешка · e5 чёрная пешка · b4 чёрный ферзь · e4 белая пешка · g4 белая пешка · f3 белый ферзь · a2 белая пешка · c2 белый король | c8 чёрный король · b7 чёрная пешка · g6 чёрная пешка · a5 чёрная пешка · e5 чёрная пешка · b4 чёрный ферзь · e4 белая пешка · g4 белая пешка · f3 белый ферзь · a2 белая пешка · c2 белый король | c8 чёрный король · b7 чёрная пешка · g6 чёрная пешка · a5 чёрная пешка · e5 чёрная пешка · b4 чёрный ферзь · e4 белая пешка · g4 белая пешка · f3 белый ферзь · a2 белая пешка · c2 белый король | 7 |
| 6 | c8 чёрный король · b7 чёрная пешка · g6 чёрная пешка · a5 чёрная пешка · e5 чёрная пешка · b4 чёрный ферзь · e4 белая пешка · g4 белая пешка · f3 белый ферзь · a2 белая пешка · c2 белый король | c8 чёрный король · b7 чёрная пешка · g6 чёрная пешка · a5 чёрная пешка · e5 чёрная пешка · b4 чёрный ферзь · e4 белая пешка · g4 белая пешка · f3 белый ферзь · a2 белая пешка · c2 белый король | c8 чёрный король · b7 чёрная пешка · g6 чёрная пешка · a5 чёрная пешка · e5 чёрная пешка · b4 чёрный ферзь · e4 белая пешка · g4 белая пешка · f3 белый ферзь · a2 белая пешка · c2 белый король | c8 чёрный король · b7 чёрная пешка · g6 чёрная пешка · a5 чёрная пешка · e5 чёрная пешка · b4 чёрный ферзь · e4 белая пешка · g4 белая пешка · f3 белый ферзь · a2 белая пешка · c2 белый король | c8 чёрный король · b7 чёрная пешка · g6 чёрная пешка · a5 чёрная пешка · e5 чёрная пешка · b4 чёрный ферзь · e4 белая пешка · g4 белая пешка · f3 белый ферзь · a2 белая пешка · c2 белый король | c8 чёрный король · b7 чёрная пешка · g6 чёрная пешка · a5 чёрная пешка · e5 чёрная пешка · b4 чёрный ферзь · e4 белая пешка · g4 белая пешка · f3 белый ферзь · a2 белая пешка · c2 белый король | c8 чёрный король · b7 чёрная пешка · g6 чёрная пешка · a5 чёрная пешка · e5 чёрная пешка · b4 чёрный ферзь · e4 белая пешка · g4 белая пешка · f3 белый ферзь · a2 белая пешка · c2 белый король | c8 чёрный король · b7 чёрная пешка · g6 чёрная пешка · a5 чёрная пешка · e5 чёрная пешка · b4 чёрный ферзь · e4 белая пешка · g4 белая пешка · f3 белый ферзь · a2 белая пешка · c2 белый король | 6 |
| 5 | c8 чёрный король · b7 чёрная пешка · g6 чёрная пешка · a5 чёрная пешка · e5 чёрная пешка · b4 чёрный ферзь · e4 белая пешка · g4 белая пешка · f3 белый ферзь · a2 белая пешка · c2 белый король | c8 чёрный король · b7 чёрная пешка · g6 чёрная пешка · a5 чёрная пешка · e5 чёрная пешка · b4 чёрный ферзь · e4 белая пешка · g4 белая пешка · f3 белый ферзь · a2 белая пешка · c2 белый король | c8 чёрный король · b7 чёрная пешка · g6 чёрная пешка · a5 чёрная пешка · e5 чёрная пешка · b4 чёрный ферзь · e4 белая пешка · g4 белая пешка · f3 белый ферзь · a2 белая пешка · c2 белый король | c8 чёрный король · b7 чёрная пешка · g6 чёрная пешка · a5 чёрная пешка · e5 чёрная пешка · b4 чёрный ферзь · e4 белая пешка · g4 белая пешка · f3 белый ферзь · a2 белая пешка · c2 белый король | c8 чёрный король · b7 чёрная пешка · g6 чёрная пешка · a5 чёрная пешка · e5 чёрная пешка · b4 чёрный ферзь · e4 белая пешка · g4 белая пешка · f3 белый ферзь · a2 белая пешка · c2 белый король | c8 чёрный король · b7 чёрная пешка · g6 чёрная пешка · a5 чёрная пешка · e5 чёрная пешка · b4 чёрный ферзь · e4 белая пешка · g4 белая пешка · f3 белый ферзь · a2 белая пешка · c2 белый король | c8 чёрный король · b7 чёрная пешка · g6 чёрная пешка · a5 чёрная пешка · e5 чёрная пешка · b4 чёрный ферзь · e4 белая пешка · g4 белая пешка · f3 белый ферзь · a2 белая пешка · c2 белый король | c8 чёрный король · b7 чёрная пешка · g6 чёрная пешка · a5 чёрная пешка · e5 чёрная пешка · b4 чёрный ферзь · e4 белая пешка · g4 белая пешка · f3 белый ферзь · a2 белая пешка · c2 белый король | 5 |
| 4 | c8 чёрный король · b7 чёрная пешка · g6 чёрная пешка · a5 чёрная пешка · e5 чёрная пешка · b4 чёрный ферзь · e4 белая пешка · g4 белая пешка · f3 белый ферзь · a2 белая пешка · c2 белый король | c8 чёрный король · b7 чёрная пешка · g6 чёрная пешка · a5 чёрная пешка · e5 чёрная пешка · b4 чёрный ферзь · e4 белая пешка · g4 белая пешка · f3 белый ферзь · a2 белая пешка · c2 белый король | c8 чёрный король · b7 чёрная пешка · g6 чёрная пешка · a5 чёрная пешка · e5 чёрная пешка · b4 чёрный ферзь · e4 белая пешка · g4 белая пешка · f3 белый ферзь · a2 белая пешка · c2 белый король | c8 чёрный король · b7 чёрная пешка · g6 чёрная пешка · a5 чёрная пешка · e5 чёрная пешка · b4 чёрный ферзь · e4 белая пешка · g4 белая пешка · f3 белый ферзь · a2 белая пешка · c2 белый король | c8 чёрный король · b7 чёрная пешка · g6 чёрная пешка · a5 чёрная пешка · e5 чёрная пешка · b4 чёрный ферзь · e4 белая пешка · g4 белая пешка · f3 белый ферзь · a2 белая пешка · c2 белый король | c8 чёрный король · b7 чёрная пешка · g6 чёрная пешка · a5 чёрная пешка · e5 чёрная пешка · b4 чёрный ферзь · e4 белая пешка · g4 белая пешка · f3 белый ферзь · a2 белая пешка · c2 белый король | c8 чёрный король · b7 чёрная пешка · g6 чёрная пешка · a5 чёрная пешка · e5 чёрная пешка · b4 чёрный ферзь · e4 белая пешка · g4 белая пешка · f3 белый ферзь · a2 белая пешка · c2 белый король | c8 чёрный король · b7 чёрная пешка · g6 чёрная пешка · a5 чёрная пешка · e5 чёрная пешка · b4 чёрный ферзь · e4 белая пешка · g4 белая пешка · f3 белый ферзь · a2 белая пешка · c2 белый король | 4 |
| 3 | c8 чёрный король · b7 чёрная пешка · g6 чёрная пешка · a5 чёрная пешка · e5 чёрная пешка · b4 чёрный ферзь · e4 белая пешка · g4 белая пешка · f3 белый ферзь · a2 белая пешка · c2 белый король | c8 чёрный король · b7 чёрная пешка · g6 чёрная пешка · a5 чёрная пешка · e5 чёрная пешка · b4 чёрный ферзь · e4 белая пешка · g4 белая пешка · f3 белый ферзь · a2 белая пешка · c2 белый король | c8 чёрный король · b7 чёрная пешка · g6 чёрная пешка · a5 чёрная пешка · e5 чёрная пешка · b4 чёрный ферзь · e4 белая пешка · g4 белая пешка · f3 белый ферзь · a2 белая пешка · c2 белый король | c8 чёрный король · b7 чёрная пешка · g6 чёрная пешка · a5 чёрная пешка · e5 чёрная пешка · b4 чёрный ферзь · e4 белая пешка · g4 белая пешка · f3 белый ферзь · a2 белая пешка · c2 белый король | c8 чёрный король · b7 чёрная пешка · g6 чёрная пешка · a5 чёрная пешка · e5 чёрная пешка · b4 чёрный ферзь · e4 белая пешка · g4 белая пешка · f3 белый ферзь · a2 белая пешка · c2 белый король | c8 чёрный король · b7 чёрная пешка · g6 чёрная пешка · a5 чёрная пешка · e5 чёрная пешка · b4 чёрный ферзь · e4 белая пешка · g4 белая пешка · f3 белый ферзь · a2 белая пешка · c2 белый король | c8 чёрный король · b7 чёрная пешка · g6 чёрная пешка · a5 чёрная пешка · e5 чёрная пешка · b4 чёрный ферзь · e4 белая пешка · g4 белая пешка · f3 белый ферзь · a2 белая пешка · c2 белый король | c8 чёрный король · b7 чёрная пешка · g6 чёрная пешка · a5 чёрная пешка · e5 чёрная пешка · b4 чёрный ферзь · e4 белая пешка · g4 белая пешка · f3 белый ферзь · a2 белая пешка · c2 белый король | 3 |
| 2 | c8 чёрный король · b7 чёрная пешка · g6 чёрная пешка · a5 чёрная пешка · e5 чёрная пешка · b4 чёрный ферзь · e4 белая пешка · g4 белая пешка · f3 белый ферзь · a2 белая пешка · c2 белый король | c8 чёрный король · b7 чёрная пешка · g6 чёрная пешка · a5 чёрная пешка · e5 чёрная пешка · b4 чёрный ферзь · e4 белая пешка · g4 белая пешка · f3 белый ферзь · a2 белая пешка · c2 белый король | c8 чёрный король · b7 чёрная пешка · g6 чёрная пешка · a5 чёрная пешка · e5 чёрная пешка · b4 чёрный ферзь · e4 белая пешка · g4 белая пешка · f3 белый ферзь · a2 белая пешка · c2 белый король | c8 чёрный король · b7 чёрная пешка · g6 чёрная пешка · a5 чёрная пешка · e5 чёрная пешка · b4 чёрный ферзь · e4 белая пешка · g4 белая пешка · f3 белый ферзь · a2 белая пешка · c2 белый король | c8 чёрный король · b7 чёрная пешка · g6 чёрная пешка · a5 чёрная пешка · e5 чёрная пешка · b4 чёрный ферзь · e4 белая пешка · g4 белая пешка · f3 белый ферзь · a2 белая пешка · c2 белый король | c8 чёрный король · b7 чёрная пешка · g6 чёрная пешка · a5 чёрная пешка · e5 чёрная пешка · b4 чёрный ферзь · e4 белая пешка · g4 белая пешка · f3 белый ферзь · a2 белая пешка · c2 белый король | c8 чёрный король · b7 чёрная пешка · g6 чёрная пешка · a5 чёрная пешка · e5 чёрная пешка · b4 чёрный ферзь · e4 белая пешка · g4 белая пешка · f3 белый ферзь · a2 белая пешка · c2 белый король | c8 чёрный король · b7 чёрная пешка · g6 чёрная пешка · a5 чёрная пешка · e5 чёрная пешка · b4 чёрный ферзь · e4 белая пешка · g4 белая пешка · f3 белый ферзь · a2 белая пешка · c2 белый король | 2 |
| 1 | c8 чёрный король · b7 чёрная пешка · g6 чёрная пешка · a5 чёрная пешка · e5 чёрная пешка · b4 чёрный ферзь · e4 белая пешка · g4 белая пешка · f3 белый ферзь · a2 белая пешка · c2 белый король | c8 чёрный король · b7 чёрная пешка · g6 чёрная пешка · a5 чёрная пешка · e5 чёрная пешка · b4 чёрный ферзь · e4 белая пешка · g4 белая пешка · f3 белый ферзь · a2 белая пешка · c2 белый король | c8 чёрный король · b7 чёрная пешка · g6 чёрная пешка · a5 чёрная пешка · e5 чёрная пешка · b4 чёрный ферзь · e4 белая пешка · g4 белая пешка · f3 белый ферзь · a2 белая пешка · c2 белый король | c8 чёрный король · b7 чёрная пешка · g6 чёрная пешка · a5 чёрная пешка · e5 чёрная пешка · b4 чёрный ферзь · e4 белая пешка · g4 белая пешка · f3 белый ферзь · a2 белая пешка · c2 белый король | c8 чёрный король · b7 чёрная пешка · g6 чёрная пешка · a5 чёрная пешка · e5 чёрная пешка · b4 чёрный ферзь · e4 белая пешка · g4 белая пешка · f3 белый ферзь · a2 белая пешка · c2 белый король | c8 чёрный король · b7 чёрная пешка · g6 чёрная пешка · a5 чёрная пешка · e5 чёрная пешка · b4 чёрный ферзь · e4 белая пешка · g4 белая пешка · f3 белый ферзь · a2 белая пешка · c2 белый король | c8 чёрный король · b7 чёрная пешка · g6 чёрная пешка · a5 чёрная пешка · e5 чёрная пешка · b4 чёрный ферзь · e4 белая пешка · g4 белая пешка · f3 белый ферзь · a2 белая пешка · c2 белый король | c8 чёрный король · b7 чёрная пешка · g6 чёрная пешка · a5 чёрная пешка · e5 чёрная пешка · b4 чёрный ферзь · e4 белая пешка · g4 белая пешка · f3 белый ферзь · a2 белая пешка · c2 белый король | 1 |
|   | a | b | c | d | e | f | g | h |   |

У чёрных лишняя пешка. Они методично усиливают позицию. 43.a3 Фc4+ 44.Крb2 Крd7 45.Крb1 a4 46.Крb2 b6 47.Крb1 Крc7 48.Крb2 Крb7 49.Крb1 Крa6 50.g5 Крa5 51.Крb2 Крb5. Проще было перейти в выигранный пешечный эндшпиль путём 51…Фb3+! 52.Ф:b3 ab 53.Кр:b3 b5 и т. д. 52.Крa1 Фd4+ 53.Крa2 Крc4 54.Фf1+. Стоило попытать счастья: 54.Фe2+, и если 54…Крc3??, то 55.Фc2+!, вынуждая пат. 54…Фd3 55.Фc1+ Крd4 56.Фg1+ Кр:e4 57.Фg4+ Крe3 58.Фg1+. Или 58.Ф:a5 Фd5+ с разменом ферзей. 58…Крf4 59.Фh2+ Крf5 60.Фf2+ Кр:g5. Чёрный король является активной фигурой, совершенно не боясь шахов. В результате чёрные выигрывают вторую пешку. 61.Ф:b6 Фd5+ 62.Крb1 Фd4 63.Фb7 Крf4 64.Фf7+ Крe3 65.Фe7 Крd3 66.Фe6 Фg1+ 67.Крa2 Фf2+ 68.Крa1 Фe1+ 69.Крb2 Фc3+. Белые сдались. На 70.Крb1 решает 70…Фc2+ 71.Крa1 Фc1+ 72.Крa2 Фc4+ с разменом ферзей.
|   | a | b | c | d | e | f | g | h |   |
| - | --- | --- | --- | --- | --- | --- | --- | --- | - |
| 8 | g8 чёрный король · f7 чёрная пешка · g6 чёрная пешка · c5 белая пешка · g5 белая пешка · d4 белый ферзь · g3 белая пешка · h3 белый король · e1 чёрный ферзь | g8 чёрный король · f7 чёрная пешка · g6 чёрная пешка · c5 белая пешка · g5 белая пешка · d4 белый ферзь · g3 белая пешка · h3 белый король · e1 чёрный ферзь | g8 чёрный король · f7 чёрная пешка · g6 чёрная пешка · c5 белая пешка · g5 белая пешка · d4 белый ферзь · g3 белая пешка · h3 белый король · e1 чёрный ферзь | g8 чёрный король · f7 чёрная пешка · g6 чёрная пешка · c5 белая пешка · g5 белая пешка · d4 белый ферзь · g3 белая пешка · h3 белый король · e1 чёрный ферзь | g8 чёрный король · f7 чёрная пешка · g6 чёрная пешка · c5 белая пешка · g5 белая пешка · d4 белый ферзь · g3 белая пешка · h3 белый король · e1 чёрный ферзь | g8 чёрный король · f7 чёрная пешка · g6 чёрная пешка · c5 белая пешка · g5 белая пешка · d4 белый ферзь · g3 белая пешка · h3 белый король · e1 чёрный ферзь | g8 чёрный король · f7 чёрная пешка · g6 чёрная пешка · c5 белая пешка · g5 белая пешка · d4 белый ферзь · g3 белая пешка · h3 белый король · e1 чёрный ферзь | g8 чёрный король · f7 чёрная пешка · g6 чёрная пешка · c5 белая пешка · g5 белая пешка · d4 белый ферзь · g3 белая пешка · h3 белый король · e1 чёрный ферзь | 8 |
| 7 | g8 чёрный король · f7 чёрная пешка · g6 чёрная пешка · c5 белая пешка · g5 белая пешка · d4 белый ферзь · g3 белая пешка · h3 белый король · e1 чёрный ферзь | g8 чёрный король · f7 чёрная пешка · g6 чёрная пешка · c5 белая пешка · g5 белая пешка · d4 белый ферзь · g3 белая пешка · h3 белый король · e1 чёрный ферзь | g8 чёрный король · f7 чёрная пешка · g6 чёрная пешка · c5 белая пешка · g5 белая пешка · d4 белый ферзь · g3 белая пешка · h3 белый король · e1 чёрный ферзь | g8 чёрный король · f7 чёрная пешка · g6 чёрная пешка · c5 белая пешка · g5 белая пешка · d4 белый ферзь · g3 белая пешка · h3 белый король · e1 чёрный ферзь | g8 чёрный король · f7 чёрная пешка · g6 чёрная пешка · c5 белая пешка · g5 белая пешка · d4 белый ферзь · g3 белая пешка · h3 белый король · e1 чёрный ферзь | g8 чёрный король · f7 чёрная пешка · g6 чёрная пешка · c5 белая пешка · g5 белая пешка · d4 белый ферзь · g3 белая пешка · h3 белый король · e1 чёрный ферзь | g8 чёрный король · f7 чёрная пешка · g6 чёрная пешка · c5 белая пешка · g5 белая пешка · d4 белый ферзь · g3 белая пешка · h3 белый король · e1 чёрный ферзь | g8 чёрный король · f7 чёрная пешка · g6 чёрная пешка · c5 белая пешка · g5 белая пешка · d4 белый ферзь · g3 белая пешка · h3 белый король · e1 чёрный ферзь | 7 |
| 6 | g8 чёрный король · f7 чёрная пешка · g6 чёрная пешка · c5 белая пешка · g5 белая пешка · d4 белый ферзь · g3 белая пешка · h3 белый король · e1 чёрный ферзь | g8 чёрный король · f7 чёрная пешка · g6 чёрная пешка · c5 белая пешка · g5 белая пешка · d4 белый ферзь · g3 белая пешка · h3 белый король · e1 чёрный ферзь | g8 чёрный король · f7 чёрная пешка · g6 чёрная пешка · c5 белая пешка · g5 белая пешка · d4 белый ферзь · g3 белая пешка · h3 белый король · e1 чёрный ферзь | g8 чёрный король · f7 чёрная пешка · g6 чёрная пешка · c5 белая пешка · g5 белая пешка · d4 белый ферзь · g3 белая пешка · h3 белый король · e1 чёрный ферзь | g8 чёрный король · f7 чёрная пешка · g6 чёрная пешка · c5 белая пешка · g5 белая пешка · d4 белый ферзь · g3 белая пешка · h3 белый король · e1 чёрный ферзь | g8 чёрный король · f7 чёрная пешка · g6 чёрная пешка · c5 белая пешка · g5 белая пешка · d4 белый ферзь · g3 белая пешка · h3 белый король · e1 чёрный ферзь | g8 чёрный король · f7 чёрная пешка · g6 чёрная пешка · c5 белая пешка · g5 белая пешка · d4 белый ферзь · g3 белая пешка · h3 белый король · e1 чёрный ферзь | g8 чёрный король · f7 чёрная пешка · g6 чёрная пешка · c5 белая пешка · g5 белая пешка · d4 белый ферзь · g3 белая пешка · h3 белый король · e1 чёрный ферзь | 6 |
| 5 | g8 чёрный король · f7 чёрная пешка · g6 чёрная пешка · c5 белая пешка · g5 белая пешка · d4 белый ферзь · g3 белая пешка · h3 белый король · e1 чёрный ферзь | g8 чёрный король · f7 чёрная пешка · g6 чёрная пешка · c5 белая пешка · g5 белая пешка · d4 белый ферзь · g3 белая пешка · h3 белый король · e1 чёрный ферзь | g8 чёрный король · f7 чёрная пешка · g6 чёрная пешка · c5 белая пешка · g5 белая пешка · d4 белый ферзь · g3 белая пешка · h3 белый король · e1 чёрный ферзь | g8 чёрный король · f7 чёрная пешка · g6 чёрная пешка · c5 белая пешка · g5 белая пешка · d4 белый ферзь · g3 белая пешка · h3 белый король · e1 чёрный ферзь | g8 чёрный король · f7 чёрная пешка · g6 чёрная пешка · c5 белая пешка · g5 белая пешка · d4 белый ферзь · g3 белая пешка · h3 белый король · e1 чёрный ферзь | g8 чёрный король · f7 чёрная пешка · g6 чёрная пешка · c5 белая пешка · g5 белая пешка · d4 белый ферзь · g3 белая пешка · h3 белый король · e1 чёрный ферзь | g8 чёрный король · f7 чёрная пешка · g6 чёрная пешка · c5 белая пешка · g5 белая пешка · d4 белый ферзь · g3 белая пешка · h3 белый король · e1 чёрный ферзь | g8 чёрный король · f7 чёрная пешка · g6 чёрная пешка · c5 белая пешка · g5 белая пешка · d4 белый ферзь · g3 белая пешка · h3 белый король · e1 чёрный ферзь | 5 |
| 4 | g8 чёрный король · f7 чёрная пешка · g6 чёрная пешка · c5 белая пешка · g5 белая пешка · d4 белый ферзь · g3 белая пешка · h3 белый король · e1 чёрный ферзь | g8 чёрный король · f7 чёрная пешка · g6 чёрная пешка · c5 белая пешка · g5 белая пешка · d4 белый ферзь · g3 белая пешка · h3 белый король · e1 чёрный ферзь | g8 чёрный король · f7 чёрная пешка · g6 чёрная пешка · c5 белая пешка · g5 белая пешка · d4 белый ферзь · g3 белая пешка · h3 белый король · e1 чёрный ферзь | g8 чёрный король · f7 чёрная пешка · g6 чёрная пешка · c5 белая пешка · g5 белая пешка · d4 белый ферзь · g3 белая пешка · h3 белый король · e1 чёрный ферзь | g8 чёрный король · f7 чёрная пешка · g6 чёрная пешка · c5 белая пешка · g5 белая пешка · d4 белый ферзь · g3 белая пешка · h3 белый король · e1 чёрный ферзь | g8 чёрный король · f7 чёрная пешка · g6 чёрная пешка · c5 белая пешка · g5 белая пешка · d4 белый ферзь · g3 белая пешка · h3 белый король · e1 чёрный ферзь | g8 чёрный король · f7 чёрная пешка · g6 чёрная пешка · c5 белая пешка · g5 белая пешка · d4 белый ферзь · g3 белая пешка · h3 белый король · e1 чёрный ферзь | g8 чёрный король · f7 чёрная пешка · g6 чёрная пешка · c5 белая пешка · g5 белая пешка · d4 белый ферзь · g3 белая пешка · h3 белый король · e1 чёрный ферзь | 4 |
| 3 | g8 чёрный король · f7 чёрная пешка · g6 чёрная пешка · c5 белая пешка · g5 белая пешка · d4 белый ферзь · g3 белая пешка · h3 белый король · e1 чёрный ферзь | g8 чёрный король · f7 чёрная пешка · g6 чёрная пешка · c5 белая пешка · g5 белая пешка · d4 белый ферзь · g3 белая пешка · h3 белый король · e1 чёрный ферзь | g8 чёрный король · f7 чёрная пешка · g6 чёрная пешка · c5 белая пешка · g5 белая пешка · d4 белый ферзь · g3 белая пешка · h3 белый король · e1 чёрный ферзь | g8 чёрный король · f7 чёрная пешка · g6 чёрная пешка · c5 белая пешка · g5 белая пешка · d4 белый ферзь · g3 белая пешка · h3 белый король · e1 чёрный ферзь | g8 чёрный король · f7 чёрная пешка · g6 чёрная пешка · c5 белая пешка · g5 белая пешка · d4 белый ферзь · g3 белая пешка · h3 белый король · e1 чёрный ферзь | g8 чёрный король · f7 чёрная пешка · g6 чёрная пешка · c5 белая пешка · g5 белая пешка · d4 белый ферзь · g3 белая пешка · h3 белый король · e1 чёрный ферзь | g8 чёрный король · f7 чёрная пешка · g6 чёрная пешка · c5 белая пешка · g5 белая пешка · d4 белый ферзь · g3 белая пешка · h3 белый король · e1 чёрный ферзь | g8 чёрный король · f7 чёрная пешка · g6 чёрная пешка · c5 белая пешка · g5 белая пешка · d4 белый ферзь · g3 белая пешка · h3 белый король · e1 чёрный ферзь | 3 |
| 2 | g8 чёрный король · f7 чёрная пешка · g6 чёрная пешка · c5 белая пешка · g5 белая пешка · d4 белый ферзь · g3 белая пешка · h3 белый король · e1 чёрный ферзь | g8 чёрный король · f7 чёрная пешка · g6 чёрная пешка · c5 белая пешка · g5 белая пешка · d4 белый ферзь · g3 белая пешка · h3 белый король · e1 чёрный ферзь | g8 чёрный король · f7 чёрная пешка · g6 чёрная пешка · c5 белая пешка · g5 белая пешка · d4 белый ферзь · g3 белая пешка · h3 белый король · e1 чёрный ферзь | g8 чёрный король · f7 чёрная пешка · g6 чёрная пешка · c5 белая пешка · g5 белая пешка · d4 белый ферзь · g3 белая пешка · h3 белый король · e1 чёрный ферзь | g8 чёрный король · f7 чёрная пешка · g6 чёрная пешка · c5 белая пешка · g5 белая пешка · d4 белый ферзь · g3 белая пешка · h3 белый король · e1 чёрный ферзь | g8 чёрный король · f7 чёрная пешка · g6 чёрная пешка · c5 белая пешка · g5 белая пешка · d4 белый ферзь · g3 белая пешка · h3 белый король · e1 чёрный ферзь | g8 чёрный король · f7 чёрная пешка · g6 чёрная пешка · c5 белая пешка · g5 белая пешка · d4 белый ферзь · g3 белая пешка · h3 белый король · e1 чёрный ферзь | g8 чёрный король · f7 чёрная пешка · g6 чёрная пешка · c5 белая пешка · g5 белая пешка · d4 белый ферзь · g3 белая пешка · h3 белый король · e1 чёрный ферзь | 2 |
| 1 | g8 чёрный король · f7 чёрная пешка · g6 чёрная пешка · c5 белая пешка · g5 белая пешка · d4 белый ферзь · g3 белая пешка · h3 белый король · e1 чёрный ферзь | g8 чёрный король · f7 чёрная пешка · g6 чёрная пешка · c5 белая пешка · g5 белая пешка · d4 белый ферзь · g3 белая пешка · h3 белый король · e1 чёрный ферзь | g8 чёрный король · f7 чёрная пешка · g6 чёрная пешка · c5 белая пешка · g5 белая пешка · d4 белый ферзь · g3 белая пешка · h3 белый король · e1 чёрный ферзь | g8 чёрный король · f7 чёрная пешка · g6 чёрная пешка · c5 белая пешка · g5 белая пешка · d4 белый ферзь · g3 белая пешка · h3 белый король · e1 чёрный ферзь | g8 чёрный король · f7 чёрная пешка · g6 чёрная пешка · c5 белая пешка · g5 белая пешка · d4 белый ферзь · g3 белая пешка · h3 белый король · e1 чёрный ферзь | g8 чёрный король · f7 чёрная пешка · g6 чёрная пешка · c5 белая пешка · g5 белая пешка · d4 белый ферзь · g3 белая пешка · h3 белый король · e1 чёрный ферзь | g8 чёрный король · f7 чёрная пешка · g6 чёрная пешка · c5 белая пешка · g5 белая пешка · d4 белый ферзь · g3 белая пешка · h3 белый король · e1 чёрный ферзь | g8 чёрный король · f7 чёрная пешка · g6 чёрная пешка · c5 белая пешка · g5 белая пешка · d4 белый ферзь · g3 белая пешка · h3 белый король · e1 чёрный ферзь | 1 |
|   | a | b | c | d | e | f | g | h |   |

В ферзевом эндшпиле нередко бывают возможны неожиданные матовые атаки. Об этом следует всегда помнить. В позиции на диаграмме белые после 1…Фf1+ беспечно сыграли 2.Крg4?? (после 2.Крh2 Фe2+ наиболее вероятный результат партии — ничья). Последовало 2…f5+! 3.gf (3.Крh4 Фh1#) 3…Фf5+ 4.Крh4 Фh5#!